# باز توماس
باز توماس هو سياسي أمريكي، ولد في 28 يناير 1969. نشط حزبياً في الحزب الديمقراطي. وقد انتخب عضو مجلس ولاية ميشيغان ‏ وانتخب عضو مجلس نواب ميشيغان ‏.